# Gerhard Altenbourg
Gerhard Altenbourg, pseudonimo di Gerhard Ströch (Rödichen-Schnepfental, 22 novembre 1926 – Meißen, 30 dicembre 1989), è stato un pittore e grafico tedesco.
Nel 1959 prese parte alla documenta 2 a Kassel in Germania e nel 1961 ebbe un atelier presso l'Akademie der Künste a Berlino ovest.